# Глеб (Савин)
Епископ Глеб (в миру Георгий Семёнович Савин; бел. Георгій Сямёнавіч Савін; 2 января 1945, село Хизов, Гомельская область, Белоруссия — 28 сентября 1998, Жлобин) — архиерей Русской православной церкви, епископ Полоцкий и Глубокский.

## Биография
Родился 2 января 1945 года в селе Хизов Кормянского района Гомельской области БССР, в семье служащих.
По окончании средней школы в 1963 году поступил в Минскую духовную семинарию, но после её закрытия в том же году возвратился домой.
Исполнял послушания пономаря и псаломщика в Никольской церкви деревни Новый Кривск Гомельской области.
В 1965 году поступил в Московскую духовную семинарию, по окончании которой в 1969 году продолжил учёбу в Московской духовной академии.
21 декабря 1971 года инспектором Московской духовной академии архимандритом Симоном (Новиковым) был пострижен в монашество с именем Глеб.
15 февраля 1972 года в Воскресенском храме Москвы архиепископом Волоколамским Питиримом (Нечаевым) был рукоположен во диакона, 27 февраля 1973 года архиепископом Дмитровским Филаретом (Вахромеев) — во пресвитера.
В 1973 году окончил Московскую духовную академию со степенью кандидата богословия за сочинение «Богослужения годичного круга и их значение в пастырском служении».
В 1973—1976 годах обучался в аспирантуре при Московской духовной академии, выполнял различные послушания в Троице-Сергиевой Лавре.
В 1976 году переведён в клир Донецкой епархии с назначением настоятелем Покровской церкви города Шахтёрска Донецкой области.
В 1979—1983 годах преподавал литургику в Одесской духовной семинарии; с 1983 года продолжил пастырское служение в Покровской церкви Шахтёрска.
В 1987 году возведён в сан архимандрита.
В 1988 году назначен настоятелем Александро-Невского храма в городе Славянске Донецкой области.
С марта 1990 года исполнял обязанности благочинного 4-го Славянского округа.
По избрании Синодом Украинского Экзархата, 20 июля 1990 года Священным Синодом Русской Православной Церкви ему определено быть епископом Симферопольским и Крымским.
2 августа 1990 года во Владимирском кафедральном соборе Киева состоялась его архиерейская хиротония которую возглавил митрополит Киевский и Галицкий Филарет (Денисенко).
C 24 ноября 1990 года — епископ Днепропетровский и Запорожский.
Из-за конфликтов с духовенством епархии он был вынужден покинуть кафедру и ушёл в монастырь.
11 июня 1992 года определением Синода Белорусского Экзархата и 17 июля того же года постановлением Священного Синода Русской Православной Церкви назначен правящим архиереем Полоцкой епархии. 16 сентября 1992 года постановлением Священного Синода Украинской Православной Церкви освобождён от управления Днепропетровской епархией с правом перехода в Белорусский Экзархат.
26 сентября того же года вступил в управление Полоцкой епархией с титулом «Полоцкий и Глубокский». При нём была завершена реконструкция здания Полоцкого епархиального управления, возобновлён выпуск «Полоцких епархиальных ведомостей». Особой заботой архиерея было возрождение монашеской жизни в Евфросиниевом Полоцком женском монастыре, где им было налажено совершение уставных богослужений и начаты реставрационные работы.
28 декабря 1996 года постановлением Священного Синода Русской Православной Церкви освобождён от управления Полоцкой епархией и почислен за штат с пребыванием в Муромском Преображенском мужском монастыре Владимирской епархии.
По причине ухудшения здоровья поселился в городе Жлобине, где с разрешения правящего архиерея Гомельской епархии регулярно служил в близлежащих храмах.
Скончался 28 сентября 1998 года. Погребён, согласно завещанию, на кладбище села Хизов, рядом с могилами своих предков.

## Награды
- орден прп. Сергия Радонежского 3-й степени (1989)
- Патриаршая грамота